# Nichtvogeldinosaurier
Der Begriff Nichtvogeldinosaurier (auch Nicht-Vogel-Dinosaurier, engl. non-avian dinosaurs) bezeichnet die Gruppen innerhalb der Klade Dinosauria, die nicht zu den Vögeln (Aves) gehören. Der Begriff findet in der Zoologie,  Paläontologie und in Medien Verwendung, um die ausgestorbenen Dinosaurier-Gruppen nach klassischer Definition zu beschreiben  und gleichzeitig der modernen kladistischen Sichtweise gerecht zu werden, nach der auch die Vögel zur Klade Dinosauria gehören, da sie mit den anderen Gruppen innerhalb dieser Klade eng verwandt sind und einen gemeinsamen Vorfahren haben.
Ein untergeordneter Begriff ist der der Nichtvogeltheropoden (auch Nicht-Vogel-Theropoden, engl. non-avian theropods) für fossile Vertreter der Dinosaurier-Gruppe Theropoda, die nicht zu den Vögeln zählen.

## Hintergrund
Die Fossilienforschung hat – beginnend mit dem Fund des Archaeopteryx 1861 – den Beweis erbracht, dass Vögel moderne gefiederte Dinosaurier sind, die sich aus früheren Theropoden während der späten Jurazeit entwickelt haben und die einzige Linie der Dinosaurier sind, die das Aussterben der anderen Gruppen in der Kreidezeit und des Paläogens vor etwa 66 Millionen Jahren überlebt hat. Um die Gruppen der ausgestorbenen Dinosaurier zu beschreiben, die nicht zu den Vögeln gehören, wurde der Begriff Nichtvogeldinosaurier Ende der 1980er Jahre eingeführt und geprägt.

## Beschreibung

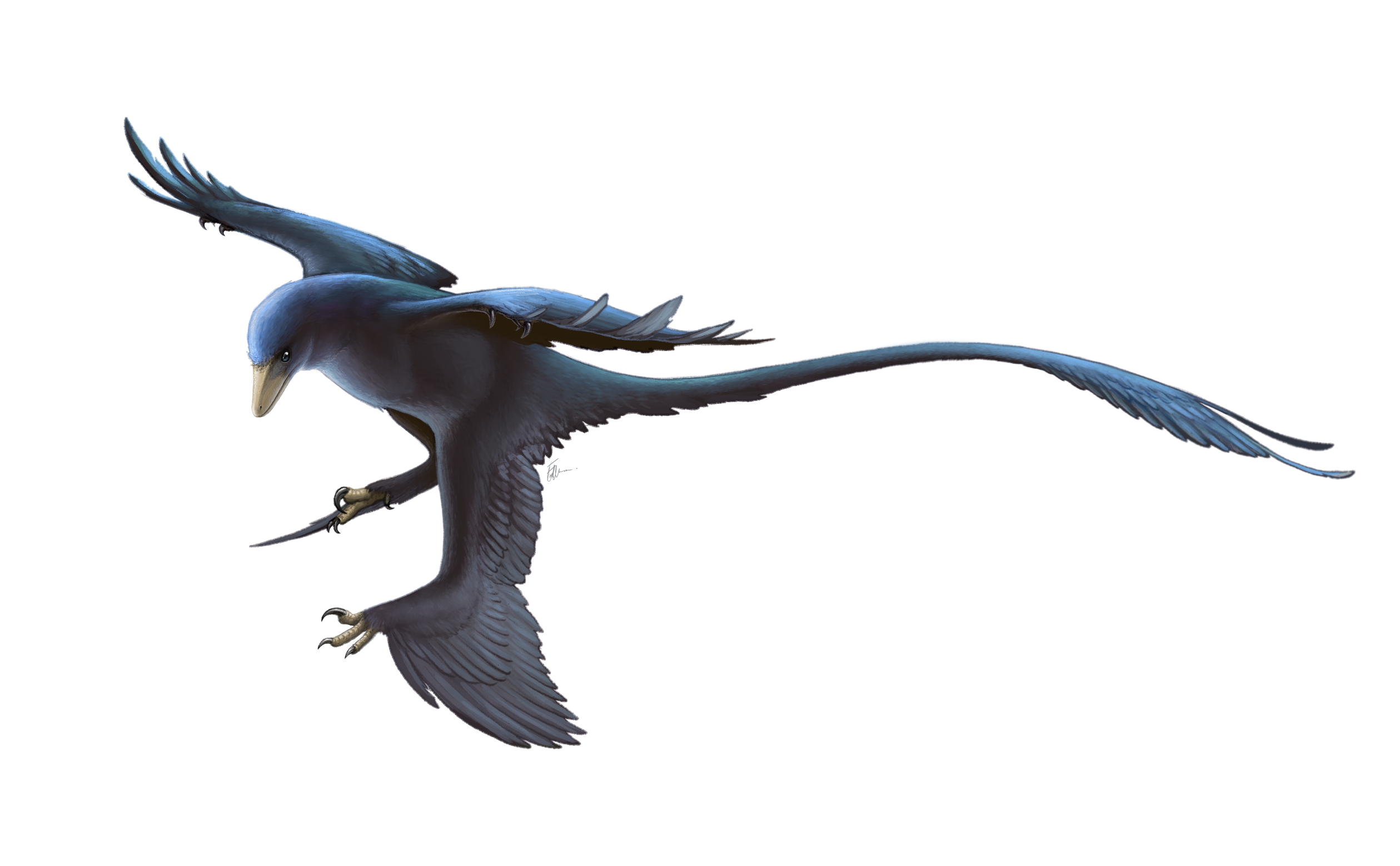
Künstlerische Lebendrekonstruktion von Microraptor zhaoianus

Fast alle bekannten Nichtvogeldinosaurier sind mittelgroße bis große Tiere, die größer sind als die bekannten Exemplare des Urvogels Archaeopteryx. Im Jahr 2000 wurde mit Microraptor zhaoianus der erste Nichtvogeldinosaurier beschrieben, der kleiner als Archaeopteryx ist.